# 9106 Ятаґарасу
9106 Ятаґарасу (9106 Yatagarasu) — астероїд головного поясу, відкритий 3 січня 1997 року.
Тіссеранів параметр щодо Юпітера — 3,469.
Названо на честь Ятаґарасу (яп. やたがらす(八咫烏)), японська міфологія.